# استوره هولت
استوره هولت (سوئدی: Sture Hult; ۱۹ اکتبر ۱۹۱۰ – ۹ نوامبر ۱۹۹۵) بازیکن فوتبال اهل سوئد بود.
وی همچنین در تیم ملی فوتبال سوئد بازی کرده‌است.